# Fântânea, Argeș
Fântânea este un sat în comuna Valea Mare Pravăț din județul Argeș, Muntenia, România.